# Marnaz
Marnaz és un municipi francès situat al departament de l'Alta Savoia i a la regió d'Alvèrnia-Roine-Alps. L'any 2007 tenia 5.219 habitants.

## Demografia

### Població
El 2007 la població de fet de Marnaz era de 5.219 persones. Hi havia 1.860 famílies de les quals 440 eren unipersonals (241 homes vivint sols i 199 dones vivint soles), 503 parelles sense fills, 761 parelles amb fills i 156 famílies monoparentals amb fills.
La població ha evolucionat segons el següent gràfic:
Habitants censats

### Habitatges
El 2007 hi havia 2.033 habitatges, 1.893 eren l'habitatge principal de la família, 34 eren segones residències i 106 estaven desocupats. 1.125 eren cases i 894 eren apartaments. Dels 1.893 habitatges principals, 1.230 estaven ocupats pels seus propietaris, 590 estaven llogats i ocupats pels llogaters i 73 estaven cedits a títol gratuït; 54 tenien una cambra, 169 en tenien dues, 424 en tenien tres, 558 en tenien quatre i 688 en tenien cinc o més. 1.500 habitatges disposaven pel capbaix d'una plaça de pàrquing. A 813 habitatges hi havia un automòbil i a 928 n'hi havia dos o més.

### Piràmide de població
La piràmide de població per edats i sexe el 2009 era:
| Homes | Edats   | Dones |
| ----- | ------- | ----- |
| 4     | 95 o +  | 4     |
| 0     | 90 a 94 | 16    |
| 28    | 85 a 89 | 24    |
| 12    | 80 a 84 | 36    |
| 36    | 75 a 79 | 56    |
| 68    | 70 a 74 | 76    |
| 88    | 65 a 69 | 76    |
| 100   | 60 a 64 | 96    |
| 200   | 55 a 59 | 84    |
| 220   | 50 a 54 | 148   |
| 208   | 45 a 49 | 96    |
| 156   | 40 a 44 | 152   |
| 180   | 35 a 39 | 168   |
| 168   | 30 a 34 | 196   |
| 176   | 25 a 29 | 144   |
| 148   | 20 a 24 | 104   |
| 140   | 15 a 19 | 144   |
| 160   | 10 a 14 | 148   |
| 152   | 5 a 9   | 132   |
| 128   | 0 a 4   | 156   |

## Economia
El 2007 la població en edat de treballar era de 3.468 persones, 2.730 eren actives i 738 eren inactives. De les 2.730 persones actives 2.523 estaven ocupades (1.442 homes i 1.081 dones) i 207 estaven aturades (103 homes i 104 dones). De les 738 persones inactives 220 estaven jubilades, 261 estaven estudiant i 257 estaven classificades com a «altres inactius».

### Ingressos
El 2009 a Marnaz hi havia 2.001 unitats fiscals que integraven 5.566,5 persones, la mediana anual d'ingressos fiscals per persona era de 19.379 €.

### Activitats econòmiques
Dels 301 establiments que hi havia el 2007, 5 eren d'empreses alimentàries, 7 d'empreses de fabricació de material elèctric, 85 d'empreses de fabricació d'altres productes industrials, 38 d'empreses de construcció, 52 d'empreses de comerç i reparació d'automòbils, 12 d'empreses de transport, 6 d'empreses d'hostatgeria i restauració, 3 d'empreses d'informació i comunicació, 20 d'empreses financeres, 11 d'empreses immobiliàries, 22 d'empreses de serveis, 26 d'entitats de l'administració pública i 14 d'empreses classificades com a «altres activitats de serveis».
Dels 63 establiments de servei als particulars que hi havia el 2009, 1 era una oficina de correu, 3 oficines bancàries, 11 tallers de reparació d'automòbils i de material agrícola, 1 taller d'inspecció tècnica de vehicles, 6 paletes, 9 guixaires pintors, 7 fusteries, 5 lampisteries, 6 electricistes, 2 empreses de construcció, 3 perruqueries, 1 veterinari, 4 restaurants, 2 tintoreries i 2 salons de bellesa.
Dels 11 establiments comercials que hi havia el 2009, 1 era una gran superfície de material de bricolatge, 1 una botiga de més de 120 m², 4 fleques, 1 una fleca, 2 botigues de roba, 1 una botiga de roba i 1 una botiga de mobles.
L'any 2000 a Marnaz hi havia 12 explotacions agrícoles que ocupaven un total de 80 hectàrees.

## Equipaments sanitaris i escolars
Els 2 equipaments sanitaris que hi havia el 2009 eren farmàcies.
El 2009 hi havia 1 escola maternal i 1 escola elemental.

## Poblacions més properes
El següent diagrama mostra les poblacions més properes.